# وعل (السياني)

تعديل مصدري - تعديل

وعل هي إحدى قرى عزلة الدامغ بمديرية السياني التابعة لمحافظة إب، بلغ تعداد سكانها 555 نسمة حسب تعداد اليمن لعام 2004.